# Raviv Ullman
Raviv Ullman (hebräisch רביב אולמן, besser bekannt als Ricky Ullman; * 24. Januar 1986 in Eilat, Israel) ist ein israelisch-US-amerikanischer Schauspieler. Er ist für seine Rolle als Phil Diffy in der Serie Phil aus der Zukunft bekannt, die auf Disney Channel ausgestrahlt wird.

## Leben

### Kindheit
Ullman wurde in Eilat, Israel geboren. Seine Eltern, Vater Brian Ullman und Mutter Laura Ehrenkatz, sind zugleich israelische und US-amerikanische Staatsbürger. Sein Großvater mütterlicherseits Joseph Ehrenkatz ist Rabbiner in Stamford, Connecticut (USA) und seine Familie wiederum verwandt mit Joe Lieberman, Senator von Connecticut. Nachdem er geboren wurde, zog seine Familie von Israel nach Fairfield, Connecticut (USA). Als Raviv jünger war, arbeitete sein Vater als Clown. Ullmans Interesse für die Schauspielerei wurde bei einem Musical erweckt, worauf ein Aufenthalt in einem Theater- und Schauspiel-Camp folgte. Er erhielt sowohl Haupt- als auch Nebenrollen.

### Persönliches
Ullman spricht fließend Hebräisch, erlernte das Schlagzeugspielen autodidaktisch und machte seinen Abschluss an der Fairfield Warde High School in Connecticut. Zu einem seiner besten Freunde zählt Sänger und Schauspieler Jesse McCartney, von dem Ullman auch ein großer Fan ist. Zugleich machte er Schlagzeilen in der US-amerikanischen Presse, als er zusammen mit vier Freunden und dem australischen Pop-Duo The Veronicas ein Haus in L.A. mietete, während diese auf US-Tour waren.
Er ist mit der britischen Zeichentrickfilmproduzentin und Kinderbuchautorin Julia Pott verheiratet. Im Juni 2024 wurde ihr gemeinsamer Sohn Maximilian geboren.

## Filmografie (Auswahl)
Kino
- 2006: Driftwood
- 2006: The Big Bad Swim
- 2007: Eine ganz normale Clique (Normal Adolescent Behavior)
- 2008: Prom Wars: Love Is a Battlefield
- 2012: The Trouble with Cali
- 2013: Contest

Fernsehen
- 2000: Die Bradys – Wie alles begann (Growing Up Brady, Fernsehfilm)
- 2003: Criminal Intent – Verbrechen im Visier (Law & Order: Criminal Intent, Fernsehserie, eine Folge)
- 2004–2006: Phil aus der Zukunft (Phil of the Future, Fernsehserie)
- 2004: Der perfekte Rockstar (Pixel Perfect, Fernsehfilm)
- 2004: Law & Order: Special Victims Unit (Fernsehserie, eine Folge)
- 2004: Die Suche nach Davids Herz (Searching for David's Heart, Fernsehfilm)
- 2005: Raven blickt durch (That’s So Raven, Fernsehserie, eine Folge)
- 2005: Kim Possible – Der Film: Invasion der Roboter (Kim Possible: So the Drama, Fernsehfilm)
- 2006: Big Love (Fernsehserie, eine Folge)
- 2006: That Guy (Fernsehfilm)
- 2006: Dr. House (House, Fernsehserie, Episode: Fools for Love)
- 2007: Cold Case – Kein Opfer ist je vergessen (Cold Case, Fernsehserie, Folge That Woman)
- 2008–2009: Rita Rockt (Rita Rocks, Fernsehserie, 32 Episoden)
- 2011: Criminal Minds: Team Red (Fernsehserie, Folge The Time Is Now)
- 2015: Broad City (Fernsehserie, Folge In Heat)
- 2018: Strangers (Fernsehserie, drei Folgen)

## Theater
- Dead End (2005)
- A Rosen By Any Other Name (Datum unbekannt)
- The King and I (Datum unbekannt)